# Sjarhej Kisljak

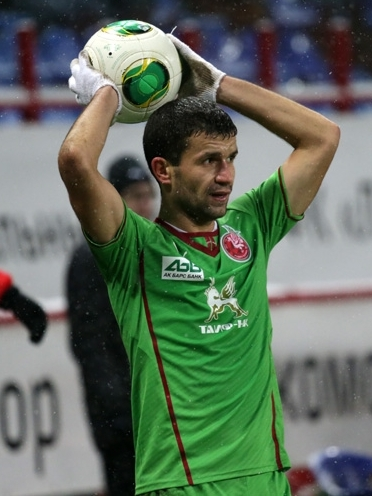
Sjarhej Kisljak.

Sjarhej Viktaravitj Kisljak (belarusiska: Сяргей Віктаравіч Кісляк, łacinka: Siarhiej Viktaravič Kislak; ryska: Сергей Викторович Кисляк, Sergej Viktorovitj Kisljak), född 6 augusti 1987 I Kamjanets, Vitryska SSR, Sovjetunionen (nuvarande Vitryssland), är en vitrysk fotbollsspelare (mittfältare) som för närvarande spelar för turkiska Gaziantepspor.